# Гужець (Нижньосілезьке воєводство)
Гужець (пол. Górzec, нім. Gurtsch) — село в Польщі, у гміні Стшелін Стшелінського повіту Нижньосілезького воєводства.
Населення — 304 особи (2011).
У 1975-1998 роках село належало до Вроцлавського воєводства.

## Демографія
Демографічна структура станом на 31 березня 2011 року:
|          | Загалом | Допрацездатний вік | Працездатний вік | Постпрацездатний вік |
| -------- | ------- | ------------------ | ---------------- | -------------------- |
| Чоловіки | 155     | 46                 | 95               | 14                   |
| Жінки    | 149     | 27                 | 90               | 32                   |
| Разом    | 304     | 73                 | 185              | 46                   |